# Calibrachoa rupestris
Calibrachoa rupestris là loài thực vật có hoa trong họ Cà. Loài này được (Dusén) Wijsman mô tả khoa học đầu tiên năm 1990.